# Bowling Bowling Bowling Parking Parking
Bowling Bowling Bowling Parking Parking je live EP grupe Green Day, izdan u Japanu i Europi 1996. godine

## Set lista
- 01. Armatage Shanks
- 02. Brain Stew
- 03. Jaded
- 04. Knowledge
- 05. Basket Case
- 06. She
- 07. Walking Contradiction

## Set lista (Japanska verzija)
- 01. Armatage Shanks
- 02. Brain Stew
- 03. Jaded
- 04. Knowledge
- 05. Basket Case
- 06. She
- 07. Walking Contradiction
- 08. Dominated Love Slave

### Napomene
- Pjesme 1, 2, 3 i 7 snimljene u Pragu, 26.3.1996.
- Pjesma 4 snimljena u Jannus Landing, St. Petersburg, FL 11.3.1994.
- Pjesme 5, 6 i 8 snimljene u Harumi Areni, Tokyo 27.1.1996